# Ministerium für Gleichberechtigung und Kinderwohlfahrt
Das Ministerium für Geschlechtergleichberechtigung und Kinderwohlfahrt (englisch Ministry of Gender Equality and Child Welfare, MGECW) ist das Geschlechtergleichbehandlungs- und Kindeswohlfahrtsministerium von Namibia. Es wurde im März 2020 mit dem Ministerium für Armutsbekämpfung und soziale Wohlfahrt vereinigt.
Das Ministerium wird von Ministerin Emma Kantema geleitet. Vizeministerin ist Linda Bayoli.
Das Ministerium gliedert sich in die vier Direktorate Gender Equality (Geschlechtergleichberechtigung), Community & Integrated Early Childhood Development (Kommunal & Integrierte Frühkindliche Entwicklung), General Services (Allgemeine Dienste) und Child Welfare Services (Kindeswohlfahrt). Es betreibt zudem in allen Regionen von Namibia lokale Informationsbüros.
Eine wichtige Aufgabe des Ministeriums ist die Bildung von Frauen und Müttern in Hinblick auf das Kindeswohl, Erziehung und Geburtshilfe.